# خالد دهكوني
خالد دهكوني (مواليد 2 أغسطس 1996، لاعب كرة قدم إماراتي.
مثل نادي الوصل في الفئات السنية و وصل للفريق الأول عام 2016 و انتقل إلى نادي مصفوت في عام 2017 .